# BSスカパー!
BSスカパー!は、スカパーJSATが提供していたテレビ放送チャンネル。
番組供給（実運営）はスカパー・エンターテイメント（SPET）が担当しており、SPETがスカパー!の衛星基幹放送事業者およびスカパー!プレミアムサービスの衛星一般放送事業者として放送を行っていた。

## 概要
スカパー!契約者は全員視聴可能のチャンネルとなっていた（一部の番組を除く）。ケーブルテレビにおけるコミュニティチャンネルに相当。
2011年7月24日に放送終了のBSアナログ放送（BS-5・7・11ch）、および2000年に日本に対して割り当てられた帯域がBSデジタル放送に使用されることになり、2009年3月、マルチチャンネルエンターテイメント（現・SPET）も「スカチャン804」のハイビジョン化名目で総務省に申請した所、2009年6月17日に総務省より委託放送事業者（現・衛星基幹放送事業者）の認定を受けた。
2011年6月24日、スカパーJSATが旧・スカパー!e2（現・スカパー!）のプラットフォームで放送開始予定のBSデジタル放送のチャンネルを発表。チャンネル名称は「BSスカパー!」、放送開始が2011年10月1日に決定した。8月22日、編成内容の概略が発表され、本チャンネルのキャッチコピー『スカパー!の楽しさを、もっとみんなに。』が表すように「スカパー!e2へのきっかけとなるチャンネル」と位置づけられ、CS放送各事業者の人気番組にBSスカパー!オリジナル番組も放送されることになった。9月21日に編成が発表された。
スカパー!（旧・スカパー!e2）以外でも一部の番組を除き、スカパー!プレミアムサービス（旧・スカパー!HD）のハイビジョン（HD）Ch.585と標準画質Ch.185の「スカチャン5」（Ch.185は2014年5月31日放送終了）にて当チャンネルのサイマル放送を行う（BSスカパー!と異なり、「ブレイクタイム」になって放送されない番組などもある）。なお、2014年10月1日に「スカチャン5」のチャンネル名が「BSスカパー!」に変更され、正式なサイマル放送に移行した。2017年2月1日より、スカパー!プレミアムサービスでのチャンネル番号がCh.585からCh.579に変更された（Ch.585は「スカチャン5」に名称が戻された）。
2016年12月1日にスカパー!プレミアムサービスの衛星一般放送事業者が、同プラットフォームの全テレビチャンネル一斉にスカパー・ブロードキャスティングからSPETに変更。これに伴い実運営もSPETに一本化される。
また、スカパーJSATが直営する有線一般放送（光放送）のスカパー!プレミアムサービス光（旧・スカパー!光）の地上デジタル自主放送でも一部時間帯にて無料サイマル放送を行っている。
スカパー!全体でのイメージキャラクターはゆるキャラのような「スカッピー」が用いられているが、BSスカパー!では2014年10月頃から独自にチャンネルのイメージキャラクターに「Bスカッピー」が用いられている。黒を基調としたいわゆる「ちょいワル」キャラ。Bスカッピーが起用され始めた時期から視聴年齢制限がある番組（いわゆる低俗番組）が増加する傾向が続いている。
2020年12月24日、BSデジタル放送（スカパー!）に割り当てられているスロットが16スロットから12スロットに縮減。
2022年4月28日、SNSや動画配信サービスの普及により、「ショーウィンドー的な役割を果たした」として、同年10月31日で閉局することを発表した。閉局時点で放送されているオリジナル番組については一部を除き、同じくスカパーJSATが運営しているスポーツライブ+に移した上で放映を継続するとしている。なお、閉局に伴い、本チャンネルの帯域を総務省に返上するため、既に空いている8スロットと合わせて空くことになるBS-11chの20スロットの再利用について、総務省は4K放送を行う事業者に空きスロットを割り当てる方針であることを2022年8月に示している。
2022年10月31日、23時50分で放送を終了し、閉局した。データ放送は別の衛星基幹放送事業者が継続、Ch.849に変更された。

## 視聴条件
視聴にかかる料金は無料だが、視聴するためには下記の条件を満たす必要があった。
2012年9月30日まで
- スカパー!（旧・スカパー!e2）加入者
- スカパー!（旧・スカパー!e2）の無料体験を申し込んだ利用者[注 1]

2012年10月1日 - 2014年5月31日
- スカパー!加入者
- スカパー!の無料体験を申し込んだ利用者 - 体験開始日から1年間視聴可能
- スカパー!プレミアムサービス（光含む）加入中で、スカパー!の無料体験を申し込んだ契約者 - スカパー!プレミアムサービスに加入している限り視聴可能

2014年6月1日 -
- スカパー!加入者全員
- スカパー!プレミアムサービス（光含む）有料チャンネル契約者 - スカパー!プレミアムサービス・ch.579にて視聴可能
- スカパー!の無料体験を申し込んだ利用者 - お試し期間中のみ視聴可能（無料体験対象外の番組が放送される場合あり。該当する場合、その旨が記載される）
- 2020年1月より、一部番組は視聴する上で特定の商品（パック・セット等）、またはPPVチケットを購入した契約者のみ視聴可能

これらの条件を満たしていない場合は、未契約であるという内容の字幕がチューナーを通して表示され、データ放送の「スカパー!ガイド」（ch840）に誘導する案内表示が出る。ケーブルテレビ局では、それに対応していない場合データ放送も受信できない場合がある。
なお「スカパー!無料の日」（旧：スカパー!e2大解放デー）当日、またはEPGに四角枠で「無」と表記されている無料放送番組については、視聴環境さえ整っていればチャンネルを合わせるだけで視聴可能である。

## オリジナル番組
特記以外はBSスカパー!では契約者特典放送だった番組。
バラエティ番組では吉本興業所属の芸人やタレントが番組で起用される事が多い。
また、地上波と違い局アナがいないため、以前はキャスターやアシスタントにセント・フォース所属の女性キャスターが起用される事が多く、『日替わりセントフォース』や『拡散希望!セントフォース』などの番組も過去に放送されていた。
○印の番組はBSスカパー!開局以前からスカチャンで放送されていた番組（改題含む）。

### オリジナルドラマ
漫画原作の人気作品が実写化されたものが多い。
- バウンサー
- 弱虫ペダル
- 真夏のミステリー特番 謎解きはスカパー!の中で
- アカギ（本郷奏多主演）
- ひぐらしのなく頃に
- 破門（疫病神シリーズ）
- 武道館（Juice=Juice主演）
- マグマイザー
- ホイチョイドラマ「恋の時価総額」
- 藤沢周平 新ドラマシリーズ（小さな橋で、吹く風は秋、小ぬか雨）
- Oh!デビー
- リップヴァンウィンクルの花嫁 serial edition
- I"s（アイズ）

### オリジナルアニメ
- グラゼニ

### レギュラー番組
- 韓流ザップ
- 東京少年少女
- 第1話見せます（ドキュメンタリー編、海外ドラマ編、韓流・アジア・華流編ほか）
- Jリーグ ラボ
- ニュー・シネマ・トレーラーズ
- スカパー!FM579

### 不定期に放送していた番組
- 愛車天国!カスタムガレージ
- HAPPY MONDAY BASEBALL
- NMB48のナイショで限界突破!
- BSスカパー!って知ってますか!?
  - 千原ジュニアの芸能人しか見ちゃいけないTV
- BAZOOKA!!! 高校生RAP選手権
- スカパー!アワード
- 勝手にアニメ大賞
  - 裏ANIMAX MUSIXスピンオフ 勝手にアニメ大賞!inスカパー!の小部屋[11]
  - 勝手にアニメ大賞2018〜夏〜[12]
- 輝け!ギャラ3000円芸人
- 徳井義実のチャックおろさせて〜や
- スカパー!アダルト放送大賞
- 日活ロマンポルノ リブートプロジェクト（R15+版）

### 放送が終了した番組
- チャンネル生回転TV Allザップ!
  - 日替わりセントフォース お天気&スカパー!予報
- チャンネル生回転TV Midnightザップ!
- 男のザップ（MC：ジャングルポケット）
- 拡散希望!セントフォース
- ジャニーズJr.ランド
- NMB48の○○出来るようになりました!
- BSスカパー!開局記念オリジナル連続ドラマ「Oh!デビー」（矢田亜希子主演、フジテレビ制作、2012年1月よりフジテレビ地上波で再放送）
- フットボールクラッキ
- おはようスカパー!（2013年2月25日 - 6月10日） → オモシロ番組∞おはようスカパー!（2013年6月11日 - 、2014年4月1日より、“スカパー!カフェ”のマスターを演じるハリー杉山のちょっとためになる話と共にスカパー!のおすすめ番組を2ジャンル毎に紹介する。前日の3月31日までは、チーミーとリモコン君によるやりとりと共にスカパー!の番組を各ジャンル毎に紹介し、最後にBSスカパー!の本日のおすすめ番組を紹介していた（ただし、2014年3月時点では後者の紹介は無くなっていた）。スカチャン5では放送されない） 無料放送
- 週刊!ライブ至上主義→独占!ライブ至上主義
- コミュニてれび（2013年7月1日 - 2014年3月）日本に数多く存在する様々なジャンルのコミュニティーに潜入し、その知られざる世界を浮き彫りにする）初回放送週の木曜は無料放送。
- IDOL REVUE ご当地アイドルお取り寄せ図鑑 by Pigoo（2013年6月12日 - 、スカパー!とアイドル専門チャンネルPigooの共同制作。日本各地で活躍するご当地アイドルユニット達がトーナメント方式で対決し、優勝者には、全国47都道府県にちなんだ賞金47万円と、新衣装をプレゼントする番組）
- Jリーグ クラブオフィシャル番組セレクション
- 全国高等学校クイズ選手権（日本テレビとスカパー!のコラボ企画で、全地区大会を無料放送）○
- アニソンキング（旧名「アニソン紅白」。2011年度よりBSスカパー!で生中継）○
- おごれる東京に宣戦布告!!VS東京
- 週刊スカパラニュース
- Jリーグマッチデーハイライト
- セルジオ越後のサッカー日本代表討論番組プロホガソン〜延長戦〜
- ラグビー 明日に向かってノックオン!
- スカパー!シネマアワー THE PRIZE 〜世界の映画祭から〜
- スカパー!映画部ホメシネ+（2011年10月 - 2012年9月） → スカパー!映画部ホメシネX（2012年10月 - 2013年5月、井筒和幸・福田萌出演の映画情報番組。2011年9月までスカチャンで放送していた「ホメシネ」から改題。+時代は月2回、Xからは毎週放送）○
  - ゲスト（ホメシネX）：ケンドーコバヤシ、室井滋、大竹まこと、佐藤仁美、浅野忠信、セイン・カミュ、鶴見辰吾、桐谷健太、ふかわりょう、辻よしなり、山田ルイ53世（髭男爵）、宮川大輔、大友康平、はるな愛、マイケル富岡、生島ヒロシ、みうらじゅん、大槻ケンヂ、内田春菊、ゆうばり映画祭にて（塚本晋也（映画監督）、篠原ともえ）、サンプラザ中野くん、ミッキー・カーチス、山本晋也、石倉三郎、九十九一、升毅、中田秀夫、斉木しげる
- ニュースザップ
- プロ野球セット presentsプロ野球ワイド
- 演劇人は、夜な夜な、下北の街で呑み明かす…
- BSスカパー!も恵比寿マスカッツ横丁!
- Midnight女子会Z
- BAZOOKA!!!（2011年10月3日 - 2019年8月26日。2022年6月4日よりABEMAにて復活）
- PRODUCE 48
- FULL CHORUS
- ダラケ! 〜お金を払ってでも見たいクイズ〜 （2014年10月9日 - 2020年3月23日）
- モノクラ〜ベ（2014年10月26日 - 2019年3月26日）
- 田村淳の地上波ではダメ!絶対!（2016年4月14日 - 2020年3月5日）
- 水曜日のニュース・ロバートソン（2018年4月25日 - 2020年3月18日）
- ミュ〜コミ+プラスTV presented by アニマックス
- はじめてのたけし
- 忘れじのカルチャー倶楽部 クラッキクロニクル 〜タイムマシンに気をつけろ!〜
- TOKYO BB
- グラパー!ボクとおやすみ前のグラドルたち（2020年9月11日 - 12月11日）[13]
- グラドル向上委員会（仮）（2021年2月16日 - 2022年3月21日）

## スポーツ中継

### サッカー中継、サッカー関連オリジナル番組
スカサカ!で放送された試合中継、オリジナル番組の一部がスカサカ!放送の数日後に放送されていた。スカサカ!と違い、「スカパー!サッカーセット」の契約がなくても視聴できた。

### サッカー以外のスポーツ中継
- B.LEAGUE中継[14]
- パラリンピック中継（ロンドンパラリンピック、ソチパラリンピック、リオデジャネイロパラリンピック）
  - 平昌パラリンピックの放送はなかった。
- サムライTV激闘ライブ宣言!（サムライTV中継試合）
- RIZIN（PPV）
- WWE・PPVイベント（PPV）
- プロ野球中継（広島東洋カープ主催試合）

### 中継終了
- Jリーグ中継は2016年で放送終了[15]
- UEFAチャンピオンズリーグ、UEFAヨーロッパリーグは2017-18シーズンまで放送
- なでしこリーグは2012年から2014年頃まで放送[15]
- ラグビー中継（関東大学対抗戦、J SPORTSと放映権を共有し、放送内容も同一であるため実質J SPORTSからの提供）

## 音楽ライブ
- スカパー!音楽祭
- ANIMAX MUSIX
- TOKYO IDOL FESTIVAL
- AKB48グループ 各種イベント
  - AKB48選抜総選挙 - 2014年開催、2015年開催、2016年開催、2017年開催、2018年開催
    - 2015年以降は地上波との兼ね合いで19時00分までの放送、2018年は再放送分では最後まで放送。

  - AKB48グループじゃんけん大会 - 2013年大会、2014年大会[16]、2015年大会、2016年大会（2017年大会の放送はなし）
  - AKB48紅白対抗歌合戦 - 2013年12月17日開催、2014年12月16日開催[17]、2015年12月15日開催[18]、2016年12月20日開催[19]、2017年12月20日開催[20]
- NMB48ライブ
  - NMB48 3rd Anniversary Special Live（2013年10月13日生中継）
  - NMB48西日本ツアー2013 12月31日〜あと271日〜2013.4.4@オリックス劇場（2013年6月9日放送）[21]
  - NMB48チームM大阪ツアー2014〜ベンチ温めてました〜 3/20オリックス劇場（2014年5月25日放送）
  - NMB48 Tour 2014 in Summer 9/30パシフィコ横浜国立大ホール（2014年10月12日放送）
  - NMB48 Arena Tour 2015 大阪城ホール（2015年2月4日生中継）
  - 山本彩 LIVE TOUR 2016 〜Rainbow〜 11.22＠Zepp Namba（2017年9月16日、2017年8月6日にスカパー!4K 総合でも放送）
- ハロー!プロジェクトライブ
- Mr.Childrenライブ[22]

## コピー制御
スカチャン同様、番組毎にコピー可/コピーワンスが異なっていた（スカパーのほとんどのチャンネルはコピーワンスのみ）。

## 独立データ放送
かつてBS840ch・841chが割り当てられていた。840chでは「スカパー!ガイド」を放送していたが、841chは最後まで未使用だった。
このうち840chでは別の放送事業者が継続し、849chに移して『スカパー！ガイド』を放送している。

## スカパー!ナビでの放送
フレッツ・テレビやスカパー!プレミアムサービス光対応マンションではチャンネル「スカパー!ナビ」が無料で視聴可能だった。
「スカパー!ナビ」のうちの「スカパー!ナビ1」で12時から21時までBSスカパー!が放送されていた。
「スカパー!ナビ」はスカパー!契約者でなくても視聴可能の為、BSスカパー!においての目玉番組として扱われているオリジナル番組は21時以降の放送が多い傾向になっていた。

## ケーブルテレビ・光放送での配信
本チャンネルはスカパー!への入門チャンネルとの位置づけであったことから、スカパー!が使用するBS・110度CS衛星放送の受信機器（主にBD（DVD）レコーダーや液晶（プラズマ）テレビ）での直接受信を前提としており、ケーブルテレビでの配信は僅少であった。多くは受信装置でBS241chを合せても「このチャンネルはありません」と表示されるのみであった。配信していた局は主にスカパー!をパススルー方式で配信していた局（BSデジタル放送のパススルーを行っている局の一部を含む）であり、視聴手続きもケーブルテレビ局ではなく、直接受信の場合と同様にスカパー!に行い、B-CASカードで暗号解除を行い視聴した（つまりケーブルテレビ局の多チャンネルサービスとしてではなく、BSデジタルのパススルーサービスとして受信・視聴した）。
ケーブルテレビでの配信を行っている局の一覧
- フレッツ・テレビ（光放送。フレッツ光敷設地域）
- 大館ケーブルテレビ（秋田県大館市）
- 花巻ケーブルテレビ（岩手県花巻市）
- 上越ケーブルビジョン（新潟県上越市・妙高市）
- スターキャット・ケーブルネットワーク（愛知県）
- コミュファ光テレビ（静岡県・愛知県・岐阜県・三重県。ただし名張市一部・伊賀市のみサービス提供外のため視聴不可）
- こしの国広域事務組合（福井県福井市）
- 淡路島テレビジョン（兵庫県洲本市）
- ケーブルメディア四国（香川県高松市）
- 三豊ケーブルテレビ放送（香川県観音寺市）
- 香南施設農業協同組合（高知県香南市）

## CSチャンネル再配信参加局
太字はスカパー!（旧：スカパー!e2）で供給されていたチャンネル
- AXN 海外ドラマ
- AXNミステリー
- CNNj
- CNN U.S.
- FIGHTING TV サムライ
- KBS World
- KNTV
- MONDO TV（2012年3月 - ）
- MTV
- MUSIC ON! TV（エムオン!）
- アイドル専門チャンネルPigoo
- TAKARAZUKA SKY STAGE
- TBSチャンネル
- 囲碁・将棋チャンネル
- WOWOWプラス
- 衛星劇場
- エンタメ〜テレ☆シネドラバラエティ
- カートゥーン ネットワーク
  - カートゥーンでSHOW（無料放送）
- 歌謡ポップスチャンネル
- 時代劇専門チャンネル
- 女性チャンネル♪LaLa TV
- スペースシャワーTV
- チャンネル銀河
- 鉄道チャンネル（2013年10月時点では10月14日の配信のみ）
- 日テレジータス
- 日テレNEWS24
- フジテレビONE・TWO・NEXT（2014年3月現在再配信なし）
- ホームドラマチャンネル
- 寄席チャンネル
- J SPORTS
- SORA-お天気チャンネル-
- ゴルフネットワーク
- ミュージック・エア
- ナショナル ジオグラフィック（2013年7月8日 - 、2014年3月現在再配信なし）
- グリーンチャンネル
- チャンネルNECO
- 日経CNBC（2013年10月1日 - 時期不明）